# 高橋進 (政治学者・ドイツ政治)
高橋 進（たかはし すすむ、1949年1月4日 - 2010年3月2日）は、日本の政治学者。専門は、国際政治史（ヨーロッパ外交史）、ドイツ現代史・現代政治。元東京大学大学院法学政治学研究科教授。篠原一門下。

## 来歴・人物
宮城県生まれ。都立日比谷高校卒業。1972年東京大学法学部卒業後、同年同大学助手、1975年に助教授、1986年に教授。1984年から1986年までドイツのボンに外務省専門調査員として滞在（在独中に教授昇進）。シェフィールド大学日本研究所との国際交流に尽力。
東京大学教授在職中の2010年3月に東京都内の自宅で心不全で死亡。伝通院でお別れの会が開かれた。

## 親族
父は高橋清（元川崎市長）。弟は高橋亘（元日本銀行金融研究所長・大阪経済大学教授）。

## 著作

### 単著
- 『ドイツ賠償問題の史的展開――国際紛争および連繋政治の視角から』（岩波書店，1983年）
- 『解体する現代権力政治』（朝日新聞社，1994年）
- 『歴史としてのドイツ統一――指導者たちはどう動いたか』（岩波書店，1999年）
- 『ヨーロッパ新潮流――21世紀をめざす中道左派政権』（神奈川大学評論ブックレット，御茶の水書房，2000年）
- 『国際政治史の理論』（岩波現代文庫，2008年）

### 共著
- （鈴木佑司・新藤宗幸・磯村早苗）『民際外交の挑戦――地域から地球社会へ』（日本評論社, 1990年）
- （猪木武徳）『世界の歴史（29）冷戦と経済繁栄』（中央公論新社，1999年／中公文庫，2010年5月）

### 共編著
- （犬童一男・馬場康雄・山口定）『戦後デモクラシーの成立』（岩波書店, 1988年）
- （犬童一男・馬場康雄・山口定）『戦後デモクラシーの安定』（岩波書店, 1989年）
- （犬童一男・馬場康雄・山口定）『戦後デモクラシーの変容』（岩波書店, 1991年）
- （安井宏樹）『政治空間の変容と政策革新（4）政権交代と民主主義』（東京大学出版会, 2008年）

## 翻訳
- K・D・ブラッハー『ドイツの独裁――ナチズムの生成・構造・帰結』1・2巻（山口定と共訳，岩波書店，1975年／岩波モダンクラシックス，2009年）

## 門下生
- 石田憲
- 月村太郎
- 網谷龍介
- 今野元
- 安井宏樹